# Волавола, Пени (регбист)
Пени Волавола (англ. Peni Volavola, родился 6 июня 1963 года) — фиджийский регбист, выступавший на позиции пропа.

## Биография
Представлял на клубном уровне команду округа Нанди: среди его одноклубников были Виликеса Ватваливали, Иокими Финау, Песели Гале, Брюс Наулаго, Беласио Вукиваи, Азаэли Хьюз, Илаитиа Саваи, Майка Тога, Самисони Виривири, Илаи Коротамана, Эсала Лабалаба, Савенака Ариа, Савинати Лаулау, Манаса Нкоро и Эпели Турпува. С командой выигрывал Кубок Фэйрбразера — Салливана. Представлял также команду австралийского Квинсленда.
За сборную Фиджи дебютировал 6 ноября 1985 года в Кардиффе матчем против Уэльса, сыграл четыре матча на чемпионатах мира 1987 и 1991 годов. Последнюю игру провёл 12 октября 1991 года в Брив-ла-Гайарде против Румынии, отыграв всего 11 встреч.